# William Burley
William Roberts Elliott Burley (3 tháng 1 năm 1899 – 1976) là một cầu thủ bóng đá người Anh thi đấu ở vị trí tiền đạo tầm xa.